# Sarezer
Sarezer ou Nabusarusur (em hebraico: שָׁרְאֶצֶר; lit. "Nome de um deus", em acádio: Nâbû-šar-uṩūr), foi o filho mais novo de Senaqueribe (r. 705–681 a.C.), rei da Assíria. Em 681 a.C., aliou-se ao seu irmão mais velho Adrameleque (Arda-Mulissi) para assassinar seu pai enquanto adorava no templo de Nisroque. Após o assassinato, os dois irmãos fugiram para a terra de Ararate (provavelmente reino de Urartu), que era o principal rival dos assírios na época.
Moisés de Corene o denominou de Sanasar, e afirmou que foi recebido pelo rei de Urartu para onde fugiu, e recebeu uma terra na fronteira da Assíria, onde seus descendentes se tornaram muito numerosos. Alexandre, o Polímata e Abideno somente mencionam Adrameleque como envolvido no assassinato, e não Sarezer.